# Gradina, Plovdiv
Gradina (în bulgară Градина) este un sat în comuna Părvomai, regiunea Plovdiv,  Bulgaria. 

## Demografie
Componența etnică a satului Gradina
     Romi (6,38%)
     Bulgari (82,82%)
     Nicio identificare (10,78%)
     Altele (0,29%)
La recensământul din 2011, populația satului Gradina era de 2.411 locuitori. Din punct de vedere etnic, majoritatea locuitorilor (82,82%) erau bulgari, cu o minoritate de romi (6,38%). Pentru 10,78% din locuitori nu este cunoscută apartenența etnică.